# Hans Austen
Hans Austen (27 de julho de 1918 - 24 de janeiro de 1994) foi um oficial alemão que serviu na  durante a Segunda Guerra Mundial. Foi condecorado com a Cruz de Cavaleiro da Cruz de Ferro.